# Saint-Gengoux-le-National
Saint-Gengoux-le-National – miejscowość i gmina we Francji, w regionie Burgundia-Franche-Comté, w departamencie Saona i Loara.
Według danych na rok 1990 gminę zamieszkiwały 1013 osoby, a gęstość zaludnienia wynosiła 108 osób/km² (wśród 2044 gmin Burgundii Saint-Gengoux-le-National plasuje się na 228. miejscu pod względem liczby ludności, natomiast pod względem powierzchni na miejscu 967.).